# Cathy Hopkinsová
Cathy Hopkinsová (* 23. ledna 1953 Manchester) je anglická romanopiskyně.

## Život
Žila v Keni až do svých jedenácti let. Když jí bylo osmnáct, její rodiče se vrátili z Afriky a ona šla studovat do Manchesteru. Poté pracovala jako psycholožka v psychiatrické léčebně. Knihy začala psát až v roce 1986.

## Kniha
Má na svém kontě okolo 49 knížek, které byly publikovány ve 30 jazycích.
- Všeho moc škodí
- Mezi hvězdami
- Holčičí tajnosti
- Školní krásky a dávný lásky
- Princezna odvedle
- Sladké lži a hořké pravdy
- Není všechno zlato...
- Telefonní třeštění
- Hledá se nejkrásnější kluk
- Všeho moc škodí
- Milionové holky
- Milionové holky, princezna paparazziů

Nyní pokojně žije se svým manželem a třemi kočkami v severním Londýně